# Hrabstwo Lemhi
Hrabstwo Lemhi (ang. Lemhi County) – hrabstwo w stanie Idaho w Stanach Zjednoczonych. Obszar całkowity hrabstwa obejmuje powierzchnię 4569,50 mil² (11 834,95 km²). Według szacunków United States Census Bureau w roku 2009 miało 7908 mieszkańców. Jego siedzibą administracyjną jest Salmon.
Hrabstwo powstało 9 stycznia 1869 r. Nazwa pochodzi od Fort Lemhi – założonej na tym obszarze kolonii Mormonów.

## Miejscowości
- Leadore
- Salmon